# Eduard Lamas i Alsina
Eduard Lamas i Alsina (Súria, 16 de desembre de 1990) és un jugador d'hoquei sobre patins català, que juga de defensa a l'SL Benfica. És fill d'Eduardo Lamas Sánchez i germà petit del també jugador d'hoquei, Josep Lamas i Alsina.

## Biografia
Començà a jugar a hoquei sobre patins en les categories inferiors de l'HC Liceo, amb qui va guanyar dos campionats d'Espanya en la categoria júnior. A la temporada 2008-09 va ser cedit al Club Patín Cerceda; quan jugava en aquest equip va aconseguir ascendir a l'OK Lliga. A la temporada 2009-10 va continuar jugant en aquest equip a la màxima categoria de la lliga espanyola. A la següent temporada tornà a jugar a l'HC Liceo. El 26 de maig de 2015 s'anuncià que, un cop finalitzés la temporada, passaria a formar part de la plantilla del FC Barcelona per un període de tres temporades.
Va ser en les categories inferiors de la selecció espanyola d'hoquei sobre patins on va obtenir els màxims guardons: va esdevenir campió d'Europa Juvenil el 2007 i campió d'Europa Júnior el 2008, campió del món sub-20 els anys 2007 i 2009 i campió de la Taça Lationa sub-23 el 2010.

## Palmarès
Lamas ha guanyat els següents premis esportius:

### HC Liceo
- 1 Copa Intercontinental (2011)
- 1 Copa Continental (2011/12)
- 2 Co pes d'Europa (2010/11 i 2011/12)

### FC Barcelona
- 1 OK Lliga / Lliga espanyola (2015/16)

### Amb altres equips
- 2 Mundials sub-20 (2009 i 2007)
- 1 Europeu Júnior (2008)
- 1 Europeu Juvenil (2007)
- 2 Taça Latina sub-23 (2010 i 2012)